# Фишер, Арвед Людвигович
Арвед Лю́двигович Фи́шер (1905 — 1967) — инженер-кораблестроитель, лауреат Сталинской премии I степени, главный конструктор эскадренного миноносца проекта 30-бис (в 1951 году), эскадренного миноносца проекта 56 (с 1951 года), ракетного крейсера проекта 58 (с 1960 года).

## Биография
В 1936 году окончил Ленинградский кораблестроительный институт, затем работал в судостроительной промышленности.

## Награды
- Сталинская премия I степени (1951)[1]
- Орден Ленина[1]
- Медали[1]